# 鹿児島市立甲東中学校
鹿児島市立甲東中学校（かごしましりつこうとうちゅうがっこう）は、鹿児島県鹿児島市樋之口町にある市立の中学校。

## 概要
2022年（令和4年）4月現在の生徒数は、224名である。生徒数は、1997年度（平成9年度）が366名であり、そこからは減少が続いている。校章は鹿児島市の中央に甲東中学校が位置していることから、真ん中に大きく「中」を置き、その両側に羽をあしらったものが制定された。区切りは第四中の「四」と四恩（天地・社会・親・師）を意味している。
本校は全国モデルスクールとして発足し、県下で初めての鉄筋校舎として建てられた。報恩感謝の輝かしい伝統を築きつつ、大いなる夢と希望に胸ふくらませ、若鳥のように羽ばたいてもらいたいという願いが込められて、この校章が制定された。

## 沿革
- 1947年（昭和22年） - 鹿児島市立第四中学校として開校。
- 1949年（昭和24年） - 鹿児島市立甲東中学校に改称。

## 校区内の主な史跡
- 西郷隆盛生誕の地
- 大久保利通生誕の地
- 平田靱負生誕の地
- 橋口五葉生誕の地（本校正門横）
- ザビエル上陸記念碑
- 僧月照の墓
- 照国神社
- 松原神社

## 通学区域
甲東中学校の通学区域は以下の町丁の区域が指定されている。
- 平之町の全域
- 東千石町の一部
- 西千石町の全域
- 中町の一部
- 照国町の全域

- 住吉町の一部
- 堀江町の一部
- 新町の全域
- 船津町の全域
- 松原町の全域

- 南林寺町の一部
- 新屋敷町の全域
- 樋之口町の全域
- 山之口町の全域
- 千日町の全域

- 加治屋町の全域